# Erna Gizela Kuchařová-Zuberová

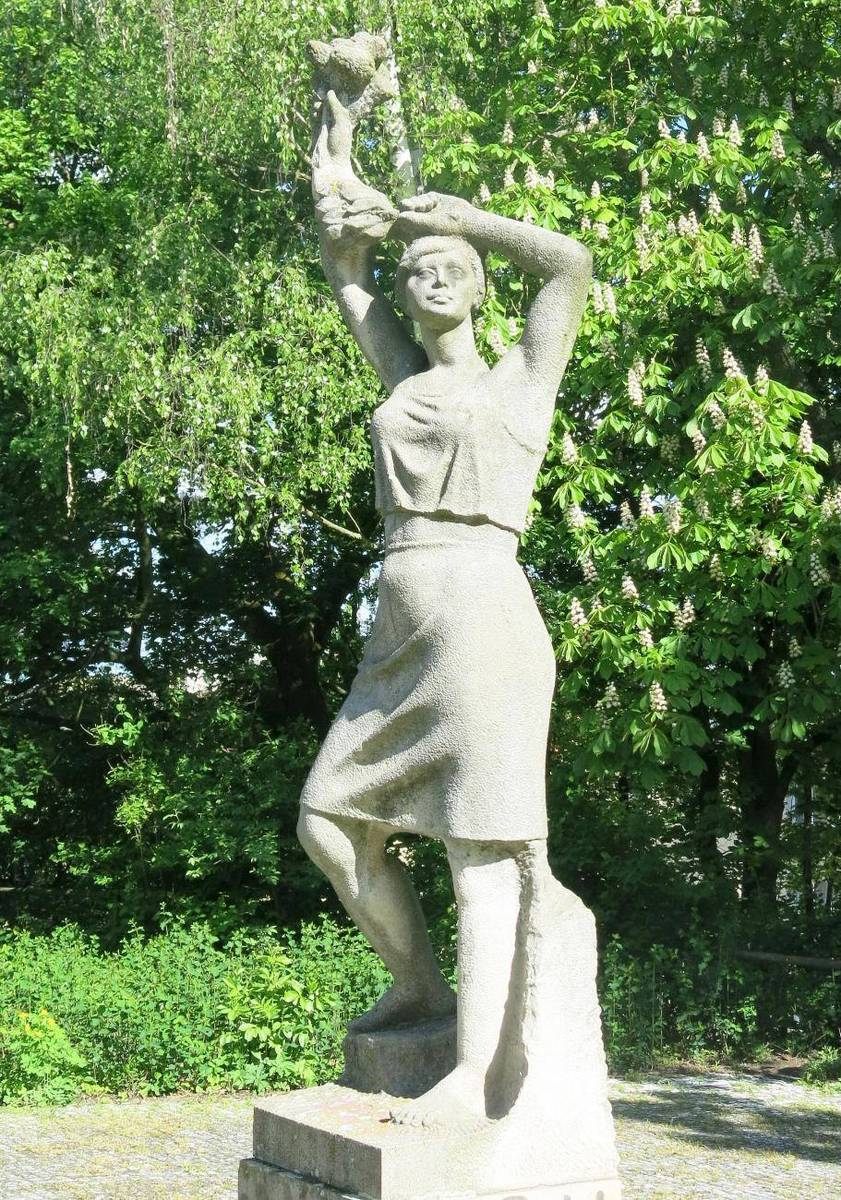
Socha Nový život v Karlových Varech, společně s Antonínem Kuchařem

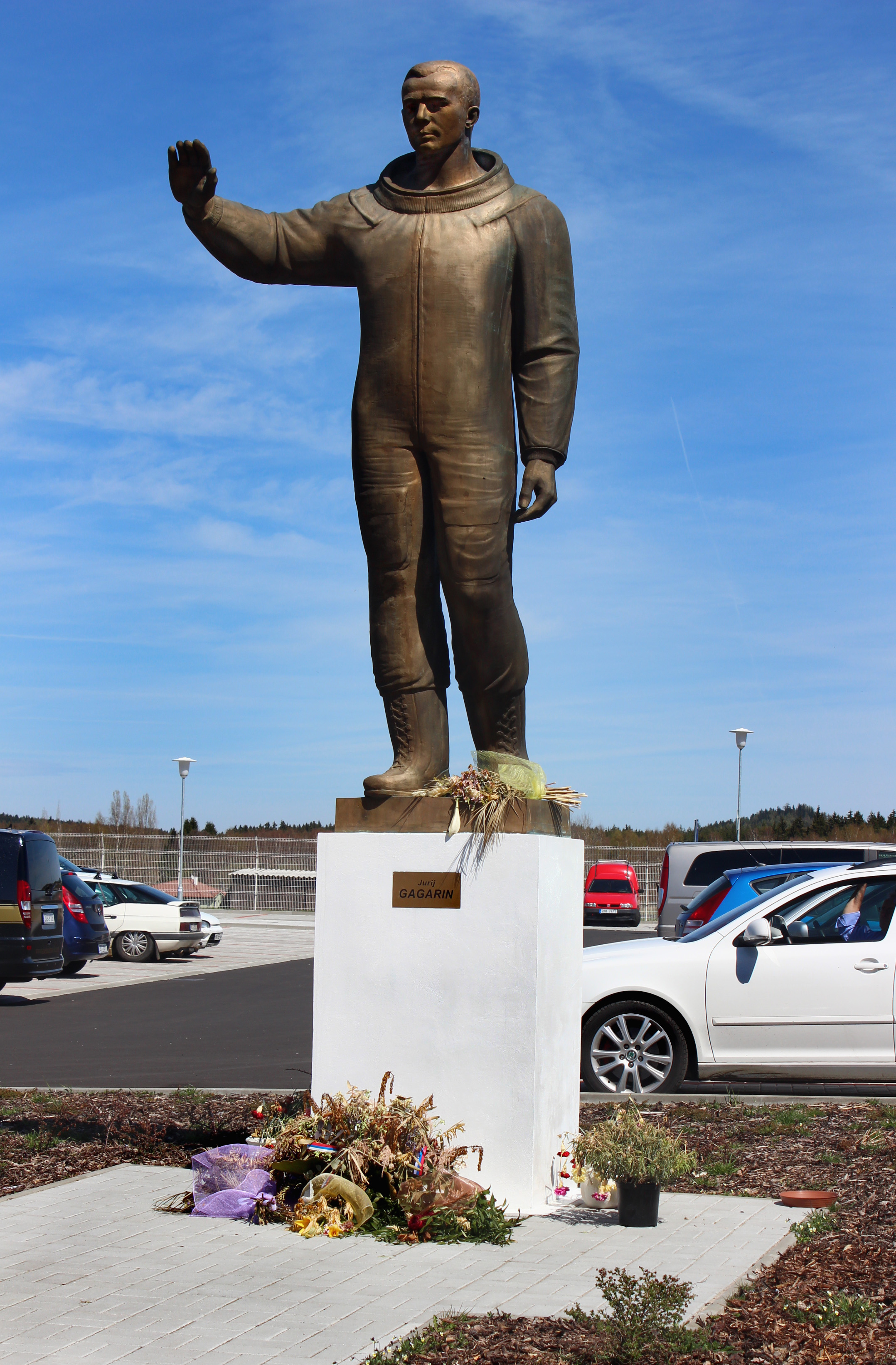
Pomník Jurije Gagarina před karlovarským letištěm, společně s Antonínem Kuchařem

Sochařka a keramička Gizela Kuchařová, celým jménem Erna Gizela Kuchařová-Zuberová (2. listopadu 1920, Chodov – 30. září 1980, Karlovy Vary) byla jednou z nejvýraznějších uměleckých osobností poválečného Karlovarska. Tvořila převážně se svým manželem, sochařem Antonínem Kuchařem.

## Život
Narodila se 2. listopadu 1920 v Chodově. Vystudovala Střední průmyslovou školu keramickou v Karlových Varech (nyní Střední uměleckoprůmyslová škola – SUPŠ Karlovy Vary). V letech 1939–1944 studovala na drážďanské akademii v ateliéru profesora Otto Rosta. Za války se setkala s Antonínem Kuchařem, který pracoval v Drážďanech v totálním nasazení. Po válce se vrátila (pěšky) do Karlových Varů – i s Antonínem Kuchařem, a natrvalo se zde usadili. Manželství uzavřeli v roce 1946 v Lokti.
Jako mnozí jiní výtvarníci v Karlových Varech, pracovala i Gizela Kuchařová pro karlovarské porcelánky. Zemřela 30. září 1980 v Karlových Varech.

## Tvorba
Většinu prací společenské objednávky tvořila společně se svým manželem. V tvůrčí symbióze vytvářeli komorní díla i realizace pro veřejný prostor.
- ? – plastika Rodina pro Starou Roli
- 1947–1948 – pískovcové sochy T. G. Masaryka pro obce Svatavu a Krásno, společné dílo s Antonínem Kuchařem, obě sochy byly po roce 1948 zničeny (ve Svatavě až v roce 1969)
- kolem 1960 – dekorativní sochařská výzdoba hlavního sálu bývalého divadla v Sokolově, již neexistuje
- 1973–1975 – Rudoarmějec pro obec Nejdek, společné dílo s Antonínem Kuchařem; pomník byl odhalen v květnu 1975 v souvislosti s 30. výročím osvobození Československa, po listopadové revoluci byla socha přemístěna na hřbitov
- 1974–1976 – plastika Nový život, pískovec, společné dílo s Antonínem Kuchařem, odhaleno 1989 v parku Anny Politkovské v Karlových Varech
- 1975 – pomník Jurije Gagarina, společné dílo s Antonínem Kuchařem, socha byla původně před Vřídelní kolonádou, později převezena ke karlovarskému letišti
- před 1980 – reliéfy pro mariánskolázeňskou kolonádu, společné dílo s Antonínem Kuchařem; slavnostního odhalení cyklu v roce 1981 se již Gizela Kuchařová nedočkala

## Výstavy
Skupinové výstavy v Galerii umění v Karlových Varech:
- 1961 – Výtvarníci k 40. výročí založení KSČ
- 1964 – Karlovarští výtvarníci 1964
- 1966 – Karlovarští výtvarníci 1966
- 1967 – 3. karlovarský salón
- 1969 – Karlovarští výtvarníci 1969
- 1970 – 25 let výtvarného umění Karlovarska

V roce 2018 se v téže galerii umění konala souborná výstava Antonína Kuchaře a Gizely Erny Kuchařové-Zuberové.

## Zastoupení ve sbírkách
- Galerie umění Karlovy Vary
- Galerie výtvarného umění v Chebu